# 切皮加納區
8°24′36″N 78°9′0″W / 8.41000°N 78.15000°W
切皮加納區（西班牙語：Distrito de Chepigana），是巴拿馬的一個行政區，位於該國東部，由達連省負責管轄，始建於1896年，面積6,991平方公里，2010年人口30,110，人口密度每平方公里4.31人。